# Pigeon Forge
Pigeon Forge est une ville américaine du comté de Sevier dans le Tennessee.
Selon le recensement de 2010, Pigeon Forge compte 5 875 habitants. La municipalité s'étend sur 13,21 milles carrés (34,21 km2).

## Histoire

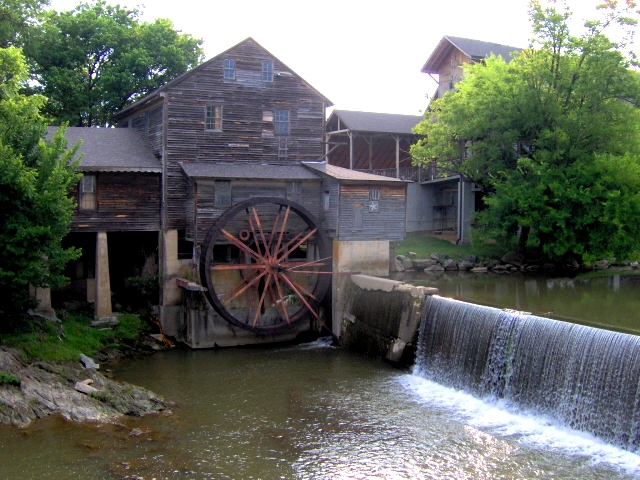
Le vieux moulin sur la Little Pigeon.

La ville doit son nom à la rivière Little Pigeon (en), nommée ainsi en raison des pigeons voyageurs qui s'y arrêtaient durant leur migration, et à une mine de fer et sa forge, propriété d'Isaac Love au XIXe siècle.
Après la création du parc national des Great Smoky Mountains en 1934, Pigeon Forge commence à attirer des touristes. Elle devient une municipalité à part entière lors de son incorporation en 1961, en opposition à un projet d'aéroport. La même année, le Rebel Railroad est créé ; il s'agit d'une parc d'attraction avec un train, un magasin et saloon. Pigeon Forge se développe alors peu à peu. En 1986, la chanteuse Dolly Parton s'associe à la famille Herschend pour acquérir le parc d'attraction qui prend le nom de Dollywood. La ville devient l'une des destinations touristiques les plus populaires du pays, accueillant plusieurs millions de touristes chaque année.

## Démographie
La population de Pigeon Forge est estimée à 6 199 habitants au 1er juillet 2016.
| Groupe                                  | Pigeon Forge | Tennessee | États-Unis |
| --------------------------------------- | ------------ | --------- | ---------- |
| Blancs                                  | 87,6         | 78,7      | 76,9       |
| Asiatiques                              | 3,5          | 1,8       | 5,7        |
| Amérindiens                             | 1,7          | 0,4       | 1,3        |
| Métis                                   | 0,8          | 1,9       | 2,6        |
| Afro-Américains                         | 0,3          | 17,1      | 13,3       |
| Hawaïens et autres peuples du Pacifique | 0,1          | 0,1       | 0,2        |
|                                         |              |           |            |
| Hispaniques et Latino-Américains        | 8,4          | 5,2       | 17,8       |

Le revenu par habitant était en moyenne de 20 959 dollars par an entre 2012 et 2016, inférieur à la moyenne du Tennessee (26 019 dollars) et à la moyenne nationale (29 829 dollars). Sur cette même période, 10,6 % des habitants de Pigeon Forge vivaient sous le seuil de pauvreté (contre 15,8 % dans l'État et 12,7 % à l'échelle des États-Unis).